# Краківське наукове товариство
Краківське наукове товариство (пол. Towarzystwo Naukowe Krakowskie) — польське наукове товариство, що існувало в Кракові з 1815 по 1871 рік. У 1871 році на основі Краківського наукового товариства була утворена Академія знань.

## Історія
Краківське наукове товариство було засноване 24 липня 1815 року з ініціативи польського історика німецького походження Єжи Самуеля Бандтке та за підтримки ректора Краківського університету Валентина Литвинського.

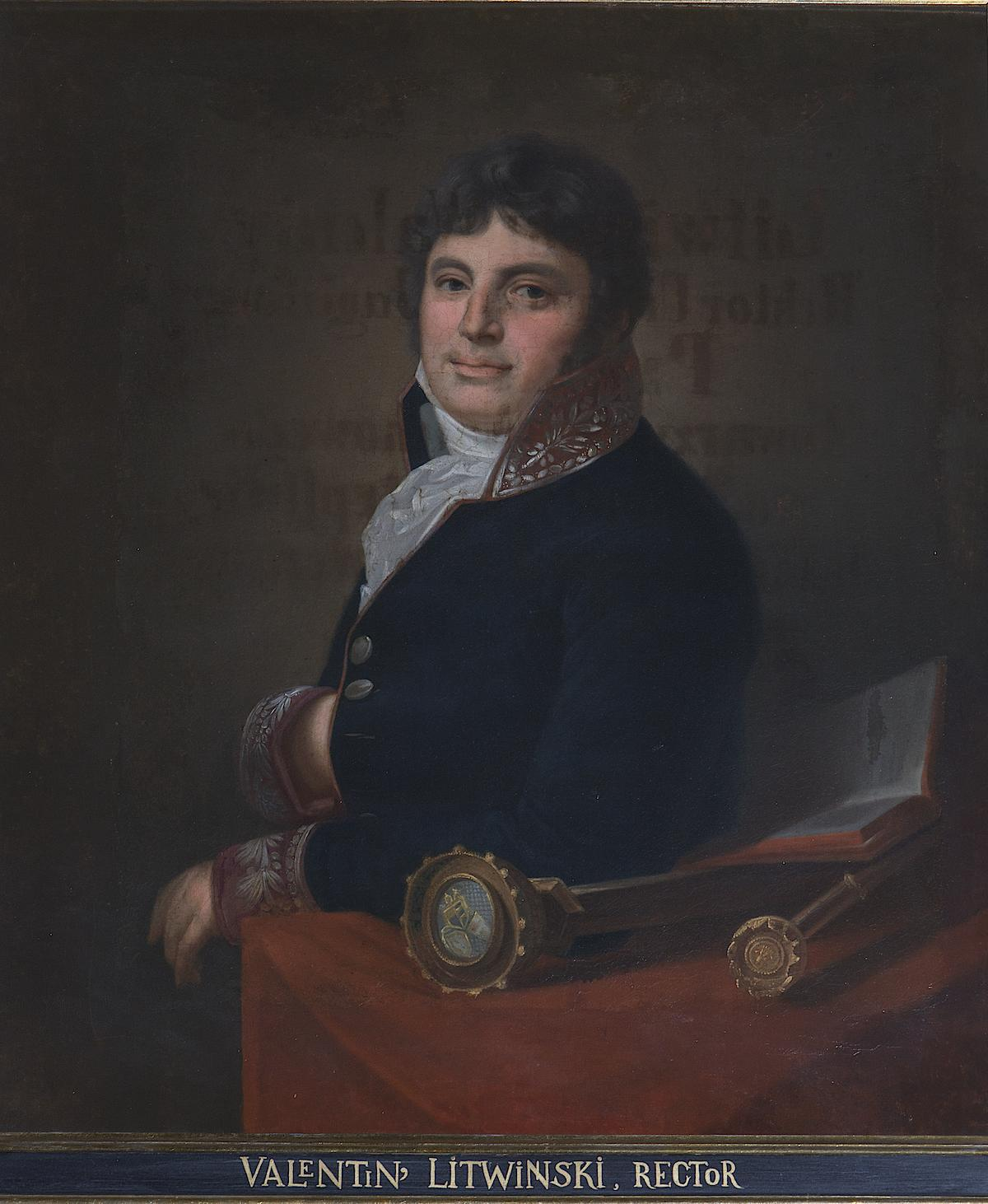
Валенти Литвиньський — перший президент

З моменту свого заснування і до 1852 року Краківське наукове товариство тісно співпрацювало з Краківським університетом, ректори якого були послідовно президентами суспільства.
З 1815 по 1840 в Краківському науковому товаристві були наступні шість відділень:
- відділення теології;
- відділення права;
- відділення медицини;
- відділення математики;
- відділення літератури та господарства;
- відділення технічних новинок та різних мистецтв.

У 1840 році кількість відділень скоротилася до чотирьох.
Краківське наукове товариство займалося великою друкарською діяльністю, видаючи наукові праці. З 1817 до 1872 року Краківське наукове товариство видавало науковий щорічник під назвою «Rocznik Towarzystwa Naukowego Krakowskiego z Uniwersytetem Krakowskim Połączonego» (Спільний щорічник Краківського наукового товариства та Краківського університету).
1852 року діяльність Краківського наукового товариства була припинена. У 1857 році діяльність товариство відновило свою роботу під зміненою назвою «Cesarsko-Królewskie Towarzystwo Naukowe Krakowskie» (Імператорсько-королівське краківське наукове товариство).

## Президенти Краківського наукового товариства
- Валенти Литвиньський[pl] (1815—1821)
- Себастьян Гіртлер[pl] (1821—1823 й 1826—1831)
- Залуський Юзеф Бонавентура[pl] (1823—1826)
- Естрейхер Алоізій Рафаель[pl] (1831—1833)
- Кароль Хубе[pl] (1833—1835)
- Ланцуцький Вікентій-Йосиф[pl] (1835—1837)
- Матакевич Антоні Миколай[pl] (1837—1839)
- Мацей Юзеф Бродович[pl] (1839—1841 й 1847—1848)
- Ян Каєтан Троянський[pl] (1841—1843)
- Леон Лаврисевич (1843—1845)
- Адам Шимон Кржижановський[pl] (1845—1847)
- Юзеф Маєр (1848—1852 й 1860—1872)